# Lymanopoda flammigera
Lymanopoda falmmigera is een vlinder uit de onderfamilie Satyrinae van de familie Nymphalidae. De wetenschappelijke naam van de soort is voor het eerst geldig gepubliceerd in 2018 door Pyrcz, Prieto & Boyer.
De soort is aangetroffen in een afgelegen en geïsoleerd deel van de Andes in Colombia. Opvallend en zeer kenmerkend is de goudgele kleur van de mannetjes, hetgeen niet bekend is bij andere Satyrinae uit het Neotropisch gebied.